# Commiphora simplicifolia
Commiphora simplicifolia là một loài thực vật có hoa trong họ Burseraceae. Loài này được Schweinf. mô tả khoa học đầu tiên năm 1896.

## Hình ảnh

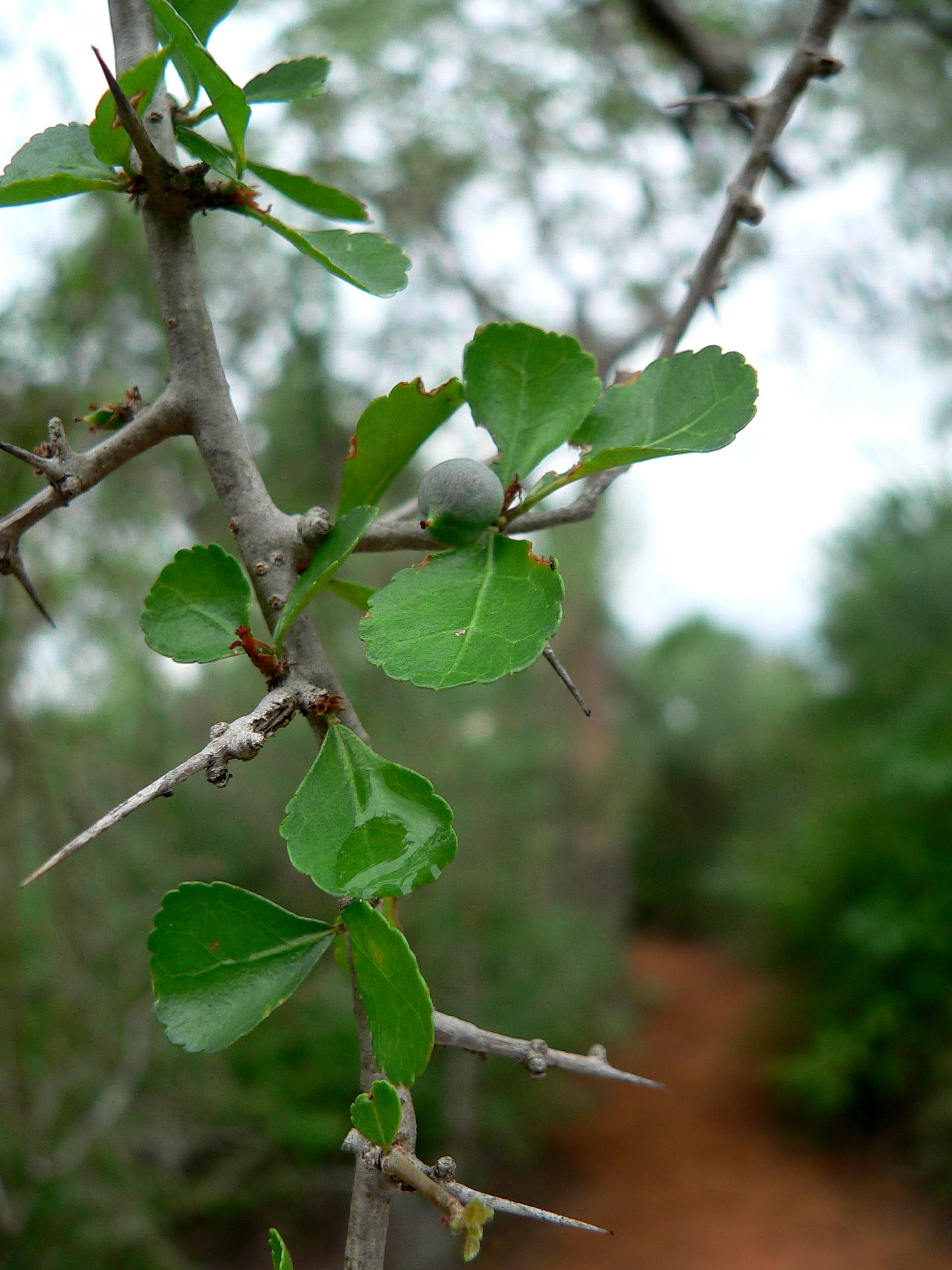
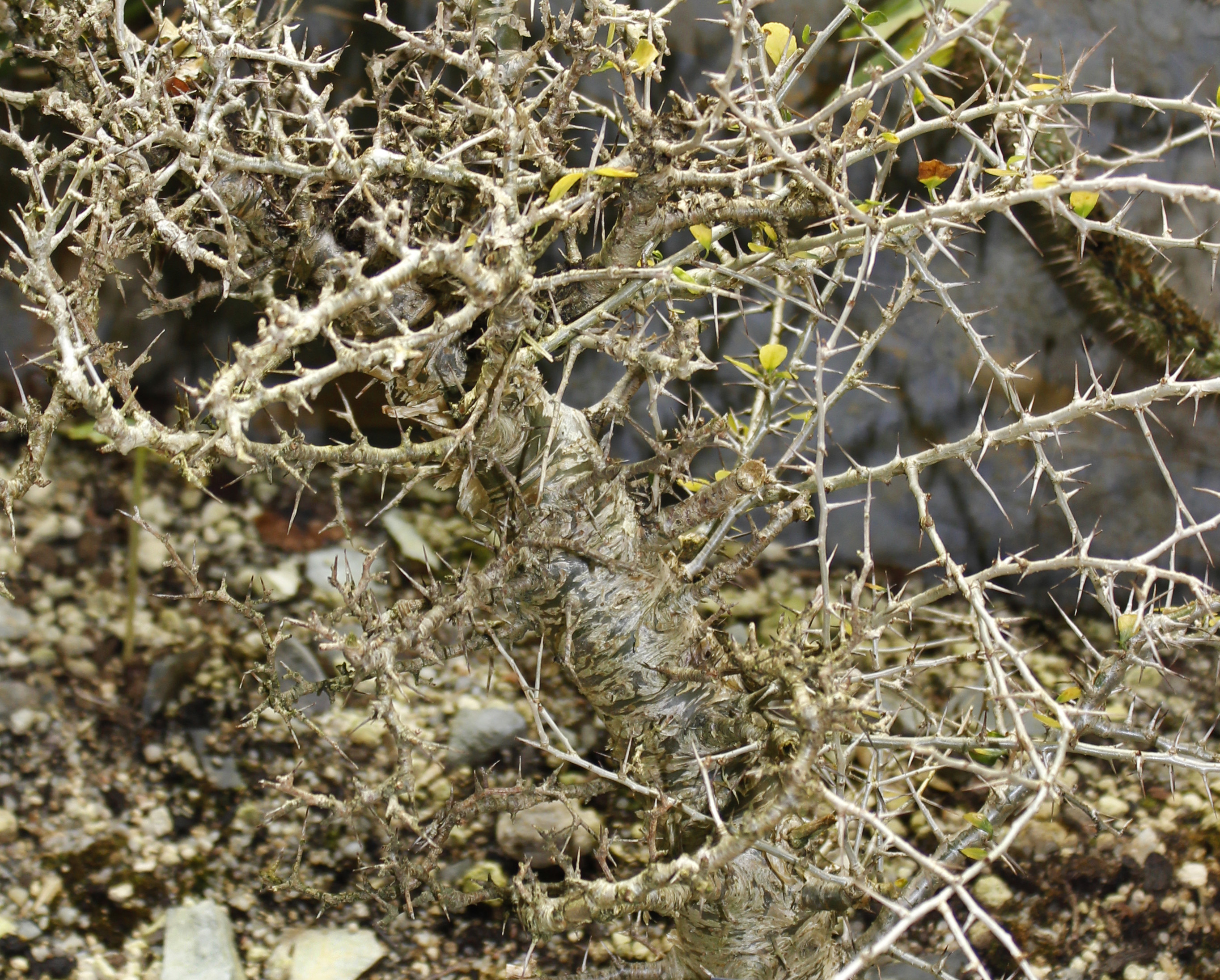
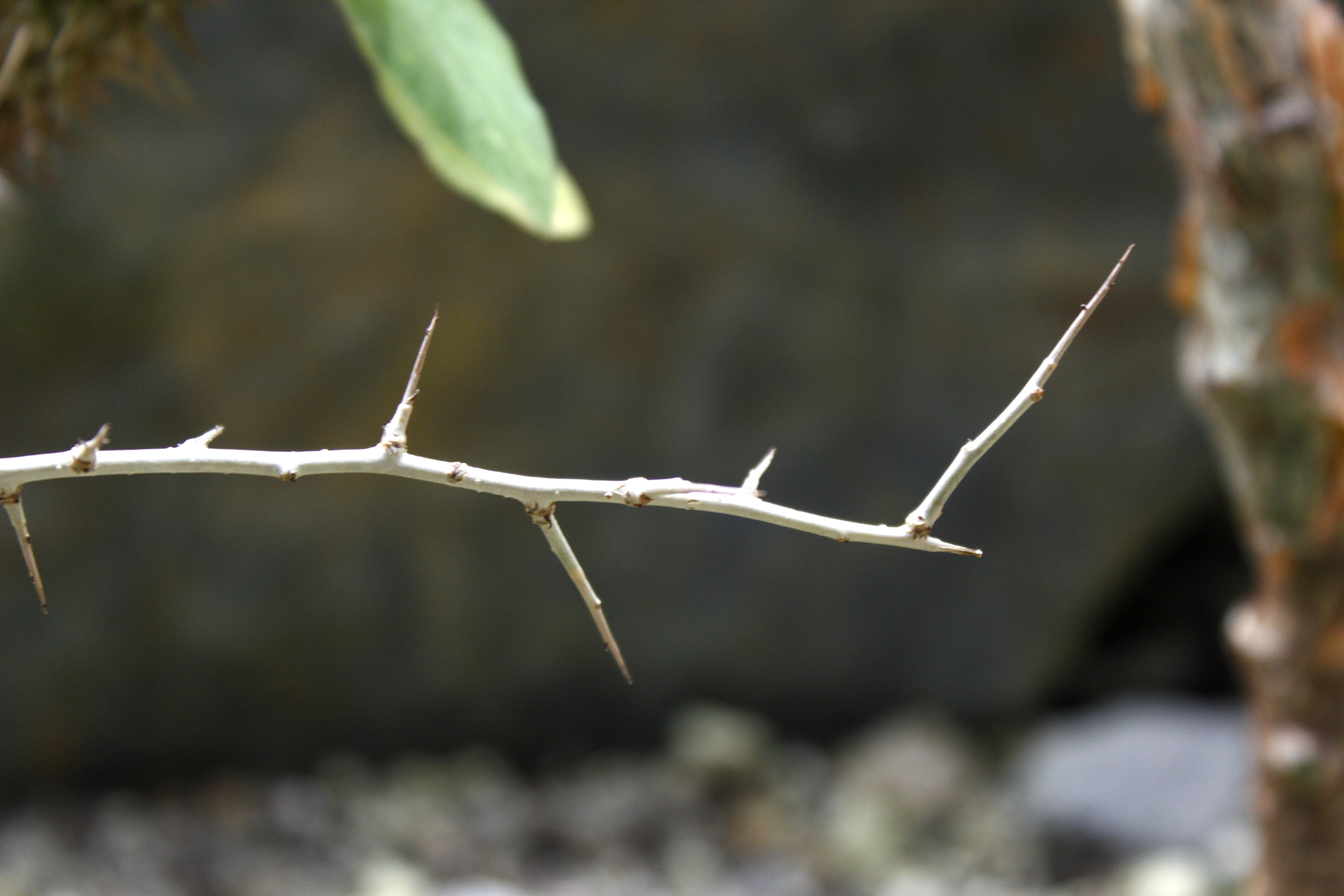